# طراحی نمایشگاه

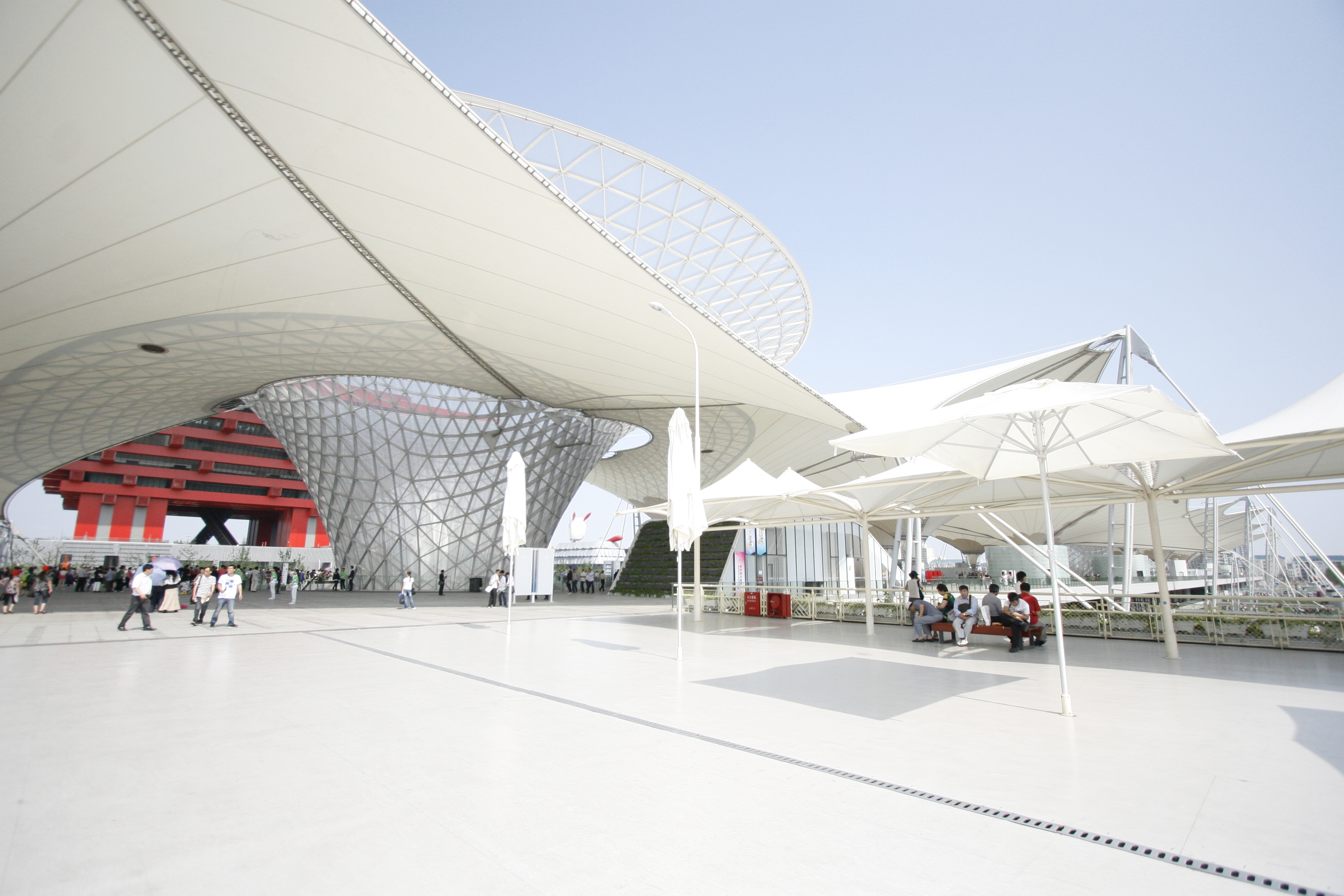
غرفه فضای باز در نمایشگاه شانگهای در سال ٢٠١٠

طراحی غرفه نمایشگاهی (به انگلیسی: Exhibit Design)، به عنوان شاخه‌ای از معماری داخلی شناخته می‌شود. فرایند توسعه غرفه از یک مفهوم آغاز می‌شود و تا ایجاد یک فضای فیزیکال و سه بعدی ادامه دارد. یک زمینه در حال تکامل مستمر که براساس راه حل‌های نوآورانه، خلاق و عملی برای ایجاد محیط‌های ارتباطی است.
طراحان نمایشگاه از طیف گسترده‌ای از فناوری‌ها و تکنیک‌ها برای توسعه مدل ذهنی خود استفاده می‌کنند که مخاطبان را قادر به برقراری ارتباط با پیام نمایشگاه نماید. هدف، درگیر کردن مخاطبان در تعاملات معنادار و قانع‌کننده برای استفاده از کالا و خدمات ارائه شده در نمایشگاه است که این مهم در طراحی غرفه نمود عینی پیدا می‌کند.
طراحی نمایشگاه یک فرایند همکاری بین رشته‌های معماری، معماری منظر، طراحی گرافیک، مهندسی صوتی و تصویری، رسانه‌های دیجیتال، نورپردازی، طراحی داخلی، و توسعه محتوا، جهت ایجاد یک تجربه جدید برای مخاطب است. در طول فرایند برنامه‌ریزی و طراحی، طراحان نمایشگاه با طراحان گرافیک، متخصصین محتوا و بخش سخت‌افزاری شامل سازندگان و متخصصین فنی ارتباط تنگاتنگی دارند.
فرایند طراحی غرفه، براساس یک طرح مفهومی یا تفسیری برای یک شرکت‌کننده و تعیین روش‌های مؤثر، جذاب و مناسب برای برقراری ارتباط است. فاز اول، جهت کلی طرح را مشخص و راهکارهای خلاقانه و مناسب، جهت رسیدن به اهداف ارتباطی را ایجاد می‌کند. مراحل بعد، استفاده از مهارت‌های فنی و ساخت، در ترجمه زبان بصری به شکل دقیق است که تمام مشخصات مورد نیاز برای ساخت و نصب یک غرفه را فراهم می‌کند.
طراحی نمایشگاه در نقاط مختلف جهان تحت تأثیر فرهنگ محلی و همچنین دسترسی مصالح قرار دارد. طراحی غرفه در خاورمیانه قطعاً با آمریکای شمالی و اروپا متفاوت است.

## انواع غرفه
غرفه‌های نمایشگاهی می‌توانند به روش‌های مختلفی اجرا شوند:
- غرفه‌های پیش ساخته توسط برگزارکنندگان نمایشگاه
- غرفه‌هایی که توسط خود شرکت کنندگان (به وسیله پیمانکاران ساخت غرفه) ساخته می‌شود